# 小林雅美
小林 雅美（こばやし まさみ、1993年6月19日 - ）は、日本の気象予報士、防災士。ウェザーマップ所属。

## 来歴
東京都出身で、出生地も東京都。東京都立広尾高等学校、昭和音楽大学音楽学部器楽学科ポピュラー音楽コース卒業。
大学を卒業後、作曲などの音楽活動をしながら資格を取得し、2019年3月に気象予報士として登録された。2021年5月からTBS NEWSとJapan FM Network (JFN) の気象キャスターを、同年10月からTBSラジオの気象キャスターを務めている。
気象関係の仕事と並行して音楽活動も行っており、2021年にはウェザーマップ創業者の森田正光が作詞・作曲したTBSお天気のテーマソング『Boona の天気予報』の編曲と歌唱を担当した。
2025年4月18日の出演をもって、世界一周旅行のために、一時的に活動を休止。同年8月に気象予報士の仕事を再開している。

## 出演
脚注の無いデータは、ウェザーマップ公式サイト内のプロフィール（下記外部リンク節を参照）からの参考。

### テレビ番組
- チャージ!（東日本放送、2020年3月30日[7] - 2021年3月26日[8]）
- 突撃!ナマイキTV（東日本放送）

### ラジオ番組
- 生島ヒロシのおはよう定食（TBSラジオ）
- 生島ヒロシのおはよう一直線（TBSラジオ）
- OH! HAPPY MORNING（Japan FM Network）
- 地方創生プログラム ONE-J（TBSラジオ、2022年4月17日[9] - 6月12日） - 坐間妙子産休中の代理出演
- 安住紳一郎の日曜天国（TBSラジオ、2022年4月17日[10] - ）
- 森本毅郎・スタンバイ!（TBSラジオ）
- 金曜ボイスログ（TBSラジオ）
- 爆笑問題の日曜サンデー（TBSラジオ、2023年4月2日[11] - ）

### 動画配信
- Yahoo! JAPAN 天気・災害